# Kristus vandrar bland oss än
Kristus vandrar bland oss än är en psalm av Anders Frostenson, skriven år 1936. Det är också titeln på ett sånghäfte utgivet av Svenska Missionsförbundet 1965. Psalmtexten är där förstapsalm. Liksom i en annan av Frostensons psalmer från denna tid, Jesus från Nasaret går här fram, betonas Jesu närvaro i nuet. Jämför orden i Hebreerbrevet i Nya testamentet: ”Jesus Kristus är densamme, i går, i dag och i evighet.” Hebr. 13:8. Eller med det kända uttryck som avslutar psalmen: ”Undrens tid är ej förbi.”  I Missionförbundets sånghäfte 1965, hänvisas till Tim. 1  2:15
Två melodier har använts till psalmen. Länge var Johan Fredric Lagergrens från år 1871 (G- eller F-dur, 4/4) den förhärskande, (den som nu används till Herren gav och Herren tog), men numera sjungs oftast till samma melodi som Lova Gud i himmelshöjd, känd från Basel år 1745 (D-dur, 4/4).  Det är denna melodi från Basel som används i Missionsförbundets sånghäfte.
Psalmen kom inte med i 1937 års psalmbok, men däremot i flera frikyrkliga sångböcker från 1950-, 1960- och 1970-talen. Därför blev den både känd och ofta sjungen, och slutligen kom den med även i den ekumeniska delen av 1986 års psalmbok.

## Publicerad i
- Kristus vandrar bland oss än 1965 som nummer 1.
- Frälsningsarméns sångbok 1968 som nummer 317 under rubriken "Det Kristna Livet - Jubel och tacksägelse".
- Cecilia 1986, Den svenska psalmboken 1986, Psalmer och Sånger 1987, Segertoner 1988 och Frälsningsarméns sångbok 1990 som nummer 40 under rubriken "Jesus, vår Herre och broder".
- Den finlandssvenska psalmboken 1986 som nummer 278 under rubriken "Guds nåd i Kristus".
- Cecilia 2013 som nummer 62 under rubriken "Jesus Kristus".
- Lova Herren 2020 som nummer 34 under rubriken "Guds Son, Jesus vår Frälsare".